# Meister von Huckarde
Als Meister von Huckarde wird ein westfälischer Bildhauer und Bildschnitzer bezeichnet, der um 1500 im Raum um Osnabrück tätig war. Der namentlich nicht bekannte Künstler erhielt seinen Notnamen nach den von ihm geschaffenen Holzfiguren  der Pieta und der Anna selbdritt. Diese stammte ursprünglich aus der früheren Marienkirche in Huckarde, einem kleinen Ort, dessen Kirche früher zum Essener Frauenstift gehörte.  Nach Auflösung des Stiftes Essen im 19. Jahrhundert und Übergang Huckardes in die Diözese Paderborn gelangten die Figuren in den Dom zu Paderborn, wo sie noch heute in  Diözesanmuseum und Domschatzkammer zu finden sind.
Der  Meister von Huckarde  war möglicherweise ein Mitarbeiter oder Gehilfe des Meisters von Osnabrück, dem die Holzfiguren zuerst zugeschrieben waren. Wegen  kleiner Unterschiede in der Ausführung der Figuren im Vergleich zu den anderen Werken des Meisters von Osnabrück wurden sie jedoch aus dessen Werkkatalog ausgegliedert und der Meister von Huckarde als eigenständige Künstlerpersönlichkeit definiert. Durch Betrachtung der Arbeit dieses Meisters soll ermöglicht werden, die Entwicklung der spätmittelalterlichen Skulptur im Raum Osnabrück genauer zu interpretieren und zu gliedern.